# 김경훈 (배구인)
김경훈(金慶勳, 1973년 4월 16일~)은 대한민국의 배구 선수, 지도자이자 현재는 한국배구연맹의 경기위원이다.

## 출신 학교
- 1979년 ~ 1985년 인천석남초등학교
- 1985년 ~ 1988년 인하대학교 사범대학 부속중학교
- 1988년 ~ 1991년 인하대학교 사범대학 부속고등학교
- 1991년 ~ 1995년 인하대학교

## 수상 경력
- 1992년 이란 테헤란 아시아청소년선수권대회 세터상
- 2004년 V-투어 3라운드 투지상